# Адриан (Хрицку)
Архиепископ Адриан (рум. Arhiepiscopul Adrian, в миру Аурел Хрицку, рум. Aurel Hriţcu; 22 февраля 1926, Штюбиени, жудец Ботошани, Румыния — 23 февраля 2013) — епископ Румынской православной церкви, архиепископ Центрально и Западно-Европейский (1982—1992).

## Биография
С 1940 по 1944 годы обучался в псаломщицкой школе Нямецкого монастыря. Служил в армии. В 1948 году поступил в духовную семинарию в при Нямцеком монастыре.
9 декабря 1950 году в храме Вознесения Господня Нямецкого монастыря епископом Павлом (Шерпе) был пострижен монашество с именем Адриан. 25 марта 1951 года там же и тем же иерархом рукоположен во иеродиакона.
В 1953 году окончил духовную семинарию при Нямецком монастыре.
В 1953—1957 году — иеродиакон в Плумбуитском монастыре.
В 1957 году окончил Богословский институт Бухарестского университета.
В 1957—1958 годы — иеродиакон в обители Слатина.
6 января 1959 года в храме святого Иоанна Нового епископом Парфением (Чопроном) был рукоположен в сан иеромонаха и определен настоятелем скита Дурэу-Нямец.
18 декабря 1959 года переведен настоятелем Слатининского монастыря.
В 1959—1973 году — великий экклисиарх Ясского митрополичьего собора и экзарх (благочинный) монастырей Ясской епархии. 18 декабря 1965 года возведён в достоинство архимандрита.
В 1973 году проходил специализацию на Богословском факультете во Фрайбурге и в Экуменическом институте в Боссэ, Швейцария.
17 декабря 1973 года был избран викарным епискокопом Ясской архиепископии с титулом «Ботошанский», а 27 января 1974 года в митрополичьем соборе в Яссах состоялось его епископская хиротония, которую совершили: Патриарх Румынский Иустин, епископ Бырладский Евфимий (Лука), епископ Плоештский Антоний (Плэмэдялэ).
16 июля 1980 года был переведен на должность викария Центрально и Западно-Европейской миссионерской архиепископии без смены титула.
С 16 ноября 1982 года — правящий архиепископ Центрально и Западно-Европейской епархии с кафедрой в Париже. Был членом Синодальных делегаций Румынской Церкви в другие Церкви и в Западноевропейские земли с румынским церковным присутствием.
30 апреля 1992 года почислен на покой по болезни. Поселился в Монастыре Поглец в жудеце Бакэу. Скончался 23 февраля 2013 года в 21:00. Погребён 26 февраля в монастыре Поглец коммуны Корбаска жудеца Бакэу.